# Пригородный (Оренбургская область)
Пригородный — посёлок в Оренбургском районе Оренбургской области. Административный центр Пригородного сельсовета.

## История
В 1966 г. Указом Президиума ВС РСФСР поселок учебного хозяйства сельскохозяйственного института переименован в Пригородный.

## Население
| 2002 | 2010  | 2021  |
| ---- | ----- | ----- |
| 3240 | ↗4223 | ↗9274 |